# Neobisium bozidarcurcici
Espèce
Neobisium bozidarcurcici est une espèce de pseudoscorpions de la famille des Neobisiidae.

## Distribution
Cette espèce est endémique du Monténégro. Elle se rencontre dans le Durmitor dans la grotte Vodena Pećina.

## Description
La femelle holotype mesure 5,48 mm. Ce pseudoscorpion est anophtalme.

## Étymologie
Cette espèce est nommée en l'honneur de Božidar P. M. Ćurčić.

## Publication originale
- Dimitrijević, 2009 : Neobisium bozidarcurcici (Neobisiidae, Pseudoscorpiones), a new endemic cave pseudoscorpion from Montenegro. Archives of Biological Sciences, vol. 61, no 2, p. 323-328.